# Аурих (район)
Аурих (нім. Aurich) — район на північному заході Німеччини, на узбережжі Північного моря, входить до складу федеральної землі Нижня Саксонія. Адміністративний центр — місто Аурих.

## Населення
Населення району становить 190 425 осіб (станом на 31 грудня 2021).

## Адміністративний поділ
Район складається з чотирьох міст і дев'яти самостійних громад (нім. Einheitsgemeinden), а також 11 громад, об'єднаних у два об'єднання громад (нім. Samtgemeinden).
Дані про населення наведені станом на 31 грудня 2021.
| 1. Аурих (місто) (42544) 2. Бальтрум (598) 3. Вісмор (місто) (13372) 4. Гросефен (14138) 5. Гросгайде (8699) 6. Гінте (7219) 7. Дорнум (4457) | 1. Зюдброкмерланд (18264) 2. Ілов (12456) 3. Круммгерн (11854) 4. Норден (місто) (24855) 5. Нордернай (місто) (5969) 6. Юст (1515) |

Об'єднання громад:

Зірочками (*) позначені центри об'єднань громад.
| - 1. Об'єднання громад Брокмерланд (13301) 1. Вірдум (1025) 2. Лецдорф (1835) 3. Марінгафе * (2380) 4. Остель (2128) 5. Рехтзупвег (2123) 6. Упгант-Шотт (3810) | - 2. Об'єднання громад Гаге (11184) 1. Берумбур (2705) 2. Гаге * (6383) 3. Гагермарш (397) 4. Гальбемонд (971) 5. Лютетсбург (728) |